# Na srebrnym globie
Pe globul de argint (în poloneză Na srebrnym globie) este un film polonez de artă de științifico-fantastic care a avut premiera în 1988. A fost regizat de Andrzej Żuławski și adaptat după un roman de Jerzy Żuławski, unchiul regizorului. 

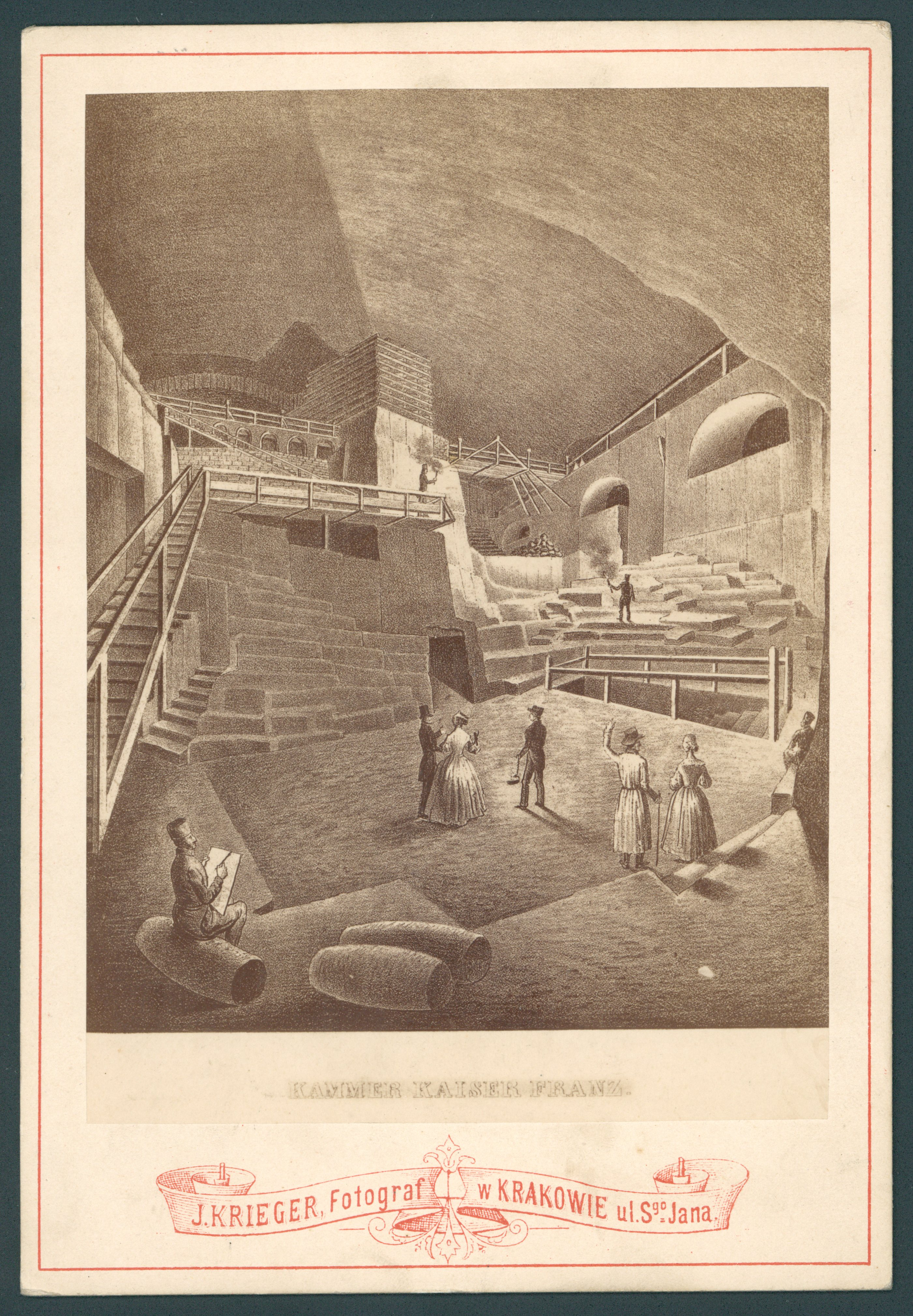
Templul subteran a fost filmat în salina din Wieliczka.

După debutul său în Franța în perioada 1975-1985, Żuławski a revenit în Polonia, unde a filmat la acest proiect timp de doi ani. Însă Ministerul Culturii din Polonia a interzis filmul, iar unele dintre materiale au fost pur și simplu distruse, așa că abia zece ani mai târziu, în 1987, regizorul a editat imaginea și a lansat filmul.  Scenele care nu au fost finalizate sunt prezentate prin comentarii ale regizorului.

## Prezentare
Un grup de astronauți părăsește Pământul pentru a găsi libertatea, iar nava lor spațială se prăbușește pe o exoplanetă fără nume asemănătoare Pământului. Astronauții, echipați cu camere video, ajung pe malul mării, unde construiesc un sat. După mai mulți ani, un singur membru al echipajului, Jerzy, este încă în viață, urmărind dezvoltarea unei noi societăți, a cărei religie se bazează pe relatări mitologice ale unei expediții de pe Pământ. Prima generație din afara Pământului îl numește „Bătrânul”, tratându-l ca pe un semizeu. Bătrânul îi părăsește și înainte de moarte își trimite jurnalul video înapoi pe Pământ într-o rachetă. Un cercetător al spațiului cosmic pe nume Marek (Andrzej Seweryn) recepționează jurnalul video și călătorește pe planetă. Când ajunge, el este întâmpinat de către preoți ca Mesia, cel care îi poate elibera din captivitatea șernilor, populația indigenă a planetei. La scurt timp, Marek organizează o armată și intră în orașul șernlior. Între timp, preoții încep să creadă că Marek a fost izgonit de pe Pământ, mai degrabă decât să fie un Mesia care a venit să împlinească profeția religioasă.

## Distribuție
- Andrzej Seweryn ca Marek
- Jerzy Trela
- Grazyna Dylag
- Waldemar Kownacki
- Iwona Bielska
- Jerzy Gralek
- Elzbieta Karkoszka
- Krystyna Janda ca actriță
- Maciej Góraj
- Henryk Talar
- Leszek Dlugosz
- Andrzej Frycz
- Henryk Bista
- Wieslaw Komasa
- Jerzy Golinski

## Producție
Jerzy Żuławski a scris romanul pe care se bazează filmul, Pe globul de argint, în jurul anului 1900, ca parte a Trilogiei Lunare (Trylogia Księżycowa). Jerzy Żuławski a fost unchiul lui Andrzej Żuławski. Andrzej Żuławski a părăsit Polonia natală pentru a se muta în Franța în 1972, pentru a evita cenzura guvernului polonez. După succesul lui Żuławski cu filmul din 1975, L'important c'est d'aimer (Important e să iubești), autoritățile poloneze însărcinate cu afacerile culturale au reevaluat poziția lor față de regizor. L-au invitat să se întoarcă în Polonia și să producă un proiect la alegere. Żuławski, care a dorit întotdeauna să facă un film după romanul unchiului său, a văzut oferta ca o oportunitate unică de a atinge acest scop.
Între 1975 și 1977, Żuławski a adaptat romanul într-un scenariu. A filmat scene în diverse locuri, inclusiv pe litoralul Mării Baltice la Lisi Jar, lângă Rozewie, în Silezia Inferioară, Salina din Wieliczka, Munții Tatra, Munții Caucaz din Georgia, Crimeea în Uniunea Sovietică și în deșertul Gobi din Mongolia. În toamna anului 1977, proiectul a fost oprit brusc atunci când Janusz Wilhelmi a fost numit vice-ministru al afacerilor culturale. El a interpretat bătălia filmului dintre seleniți (pământeni) și șerni ca o alegorie ușor voalată a luptei poporului polonez cu totalitarismul. Wilhelmi a închis proiectul filmului, care a fost terminat în proporție de optzeci la sută și a ordonat distrugerea tuturor materialelor.
Żuławski s-a întors în Franța, spunând că era disperat din cauza pierderii filmului și a atâtor eforturi artistice zadarnice. Rolele filmului neterminat nu au fost distruse până la urmă, ci păstrate, alături de costume și recuzită, de studioul de film și de membrii distribuției și ai echipei de producție. Cu toate că Wilhelmi a murit câteva luni mai târziu într-un accident de avion, filmul a fost lansat abia după sfârșitul stăpânirii comuniste. În mai 1988, o versiune a filmului, formată din materialele de filmare păstrate, plus un comentariu pentru a completa golurile narative, a avut premiera la Festivalul de Film din Cannes din 1988.